# Музей независимости (Варшава)
Музей независимости в Варшаве (пол. Muzeum Niepodległości w Warszawie) — музей, находящийся в Варшаве, Польша. Создан 30 января 1990 года в результате объединения Музея истории польского революционного движения (основан в 1957 году) с Музеем Ленина в Варшаве (основан в 1955 году), до 1991 года назывался Музей истории польской независимости и социальных движений. Зарегистрирован в Государственном реестре музеев.

## История
Музей основан 30 января 1990 года как Музей истории польских движений за независимость и общественных движений (Muzeum Historii Polskich Ruchów Niepodległościowych i Społecznych), ещё ранее — Музей истории польского революционного движения (Muzeum Historii Polskiego Ruchu Rewolucyjnego).
Основное здание музея — дворец Пшебендовских—Радзивиллов, где с 1955 по 1989 год размещался Музей Ленина. Коллекционные склады, исторические отделы и библиотека располагались в павильоне у Уяздовского замка. Этот павильон был передан Музею Независимости Министерством культуры и национального наследия в 1991 году.
Помимо главной экспозиции, имеются также отделы:
- Музей X павильона Варшавской цитадели
- Музей тюрьмы Павяк
- Мавзолей борьбы и мученичества

В 1991 году учреждение получило новое название. В 1992 году Музей независимости получил статус народного учреждения культуры. Директор музея — доктор Тадеуш Скочек (с 2009 года).

## Постоянно действующие выставки
В настоящее время в музее постоянно действуют выставки:
- «Возрождение Польши» (Polonia Restituta) — о независимости и границах Польши (1914—1921)
- «Через века с белым орлом» (Z Orłem Białym przez wieki) — об историческом развитии государственного символа и герба Польши
- «Чтобы Польша была Польшей» (Żeby Polska była Polską) — о деятельности оппозиции в ПНР (1945—1989)